# Kirkpatrick Sale

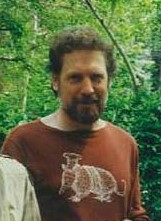
Kirkpatrick Sale (1988)

Kirkpatrick Sale (ur. 27 czerwca 1937 w Ithace w stanie Nowy Jork) – amerykański myśliciel, pisarz, i publicysta, działacz ruchu ekologicznego. Krytyk współczesnej cywilizacji przemysłowo-technicznej i jej skutków (m.in. dla środowiska naturalnego), postulujący zmniejszenie roli techniki i powrót do życia w niewielkich społecznościach. Jest zwolennikiem bioregionalizmu - uważa, że ludzkie społeczności i ich funkcjonowanie powinny być oparte na naturalnych jednostkach geograficzno-przyrodniczo-kulturowych, a nie na arbitralnym podziale administracyjnym.
Autor kilkunastu książek.